# Sallenelles
Sallenelles è un comune francese di 280 abitanti situato nel dipartimento del Calvados nella regione della Normandia.

## Società

### Evoluzione demografica
Abitanti censiti